# Діогенес Лара
Діогенес Лара (ісп. Diógenes Lara, 26 липня 1902, Ла-Пас, Болівія — 1971) — болівійський футболіст, що грав на позиції півзахисника, зокрема, за клуб «Болівар», а також національну збірну Болівії. По завершенні ігрової кар'єри — тренер.

## Клубна кар'єра
Грав за команду «Болівар» з Ла-Паса. 

## Виступи за збірну

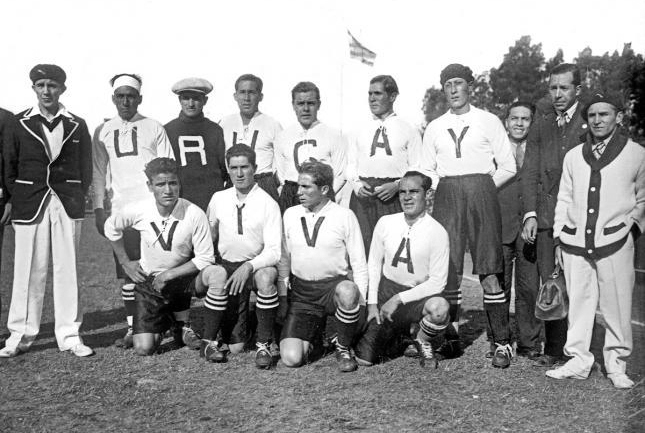
Болівія перед матчем з Югославією, 17.07.1930
Стоять: Арготе, Бермудес, Альборта, Бустаманте, Фернандес, Чаваррія.
Сидять: Лара, Вальдеррама, Дюрандаль, Гомес

1926 року дебютував в офіційних матчах у складі національної збірної Болівії. 
У складі збірної був учасником Чемпіонату Південної Америки 1926 року у Чилі, Чемпіонату Південної Америки 1927 року у Перу, чемпіонату світу 1930 року в Уругваї, де зіграв проти Югославії (0:4) і Бразилії (0:4).

### Всі матчі за збірну
1. 12 жовтня 1926. Сантьяго, Чилі. Болівія - Чилі 1:7. Чемпіонат Південної Америки 1926

2. 16 жовтня 1926. Сантьяго, Чилі. Болівія - Аргентина 0:5. Чемпіонат Південної Америки 1926

3. 23 жовтня 1926. Сантьяго, Чилі. Болівія - Парагвай 1:6. Чемпіонат Південної Америки 1926

4. 28 жовтня 1926. Сантьяго, Чилі. Болівія - Уругвай 0:6. Чемпіонат Південної Америки 1926

5. 30 жовтня 1927. Ліма, Перу. Болівія - Аргентина 1:7. Чемпіонат Південної Америки 1927

6. 6 листопада 1927. Ліма, Перу. Болівія - Уругвай 0:9. Чемпіонат Південної Америки 1927

7. 13 листопада 1927. Ліма, Перу. Болівія - Перу 2:3. Чемпіонат Південної Америки 1927

8. 17 липня 1930. Монтевідео, Болівія - Уругвай. Югославія 0:4. Чемпіонат світу 1930

9. 20 липня 1930. Монтевідео, Уругвай. Болівія - Бразилія 0:4. Чемпіонат світу 1930

## Кар'єра тренера
Розпочав тренерську кар'єру, повернувшись до футболу після тривалої перерви, 1945 року, очоливши тренерський штаб збірної Болівії. 
Тренував збірну Болівії під час проведення Чемпіонату Південної Америки 1946 року і Чемпіонату Південної Америки 1947 року. Під його керівництвом команда провела 12 матчів, жодного разу не вигравши, двічі зігравши внічию і зазнавши 10 поразок.
Став першим гравцем національної команди, який був її тренером.